# Aquabike (triathlon)
Pour les articles homonymes, voir Aquabike.
L'aquabike en tant que pratique sportive enchaînée et gérée par la Fédération internationale de triathlon (ITU) est un sport dérivé du triathlon. Il enchaîne sans interruption, une partie natation en eaux vives et de cyclisme sur route. Il se pratique sur courte, moyenne et longue distance. Originaire des États-Unis ou il connaît un bon développement, il est reconnu par l'ITU qui organise en 2017, les premiers championnats du monde amateur de cette spécialité

## Historique
En 2019, la Fédération française de triathlon intègre cette pratique sous le nom différencié de « Swim Bike ».

## Distances
XS : 500 m natation + 10 km cyclisme
S : 1 km natation + 20 km cyclisme
M : 2 km natation + 40 km cyclisme
L : 3 km natation + 80 km cyclisme
XL : 4 km natation + 120km cyclisme

## Compétitions internationales
- Championnats du monde d'aquabike